# Cicloastragenolo
Il cicloastragenolo è un estratto dell'astragalo, pianta usata nella medicina tradizionale cinese; dal 2001 è usato dalla Geron corporation nel proprio prodotto denominato TA-65. Secondo pochi studi svolti, per lo più in vitro, sarebbe in grado di riattivare l'enzima telomerasi, ossia l'enzima in grado di riallungare i telomeri e quindi scongiurare la senescenza cellulare..
Numerosi scienziati, compresa Carol W. Greider (vincitrice del premio Nobel proprio per la scoperta della telomerasi), hanno contestato l'effettiva validità di questo prodotto, esprimendo dubbi sul fatto che produca realmente i risultati che sono dichiarati, evidenziandone anche la sua forte dimensione commerciale. Attualmente il TA-65 è infatti disponibile come integratore alimentare sotto forma di pillola ad un prezzo che può variare dalle centinaia alle migliaia di dollari.